# عبد الله الفيحاني
عبد الله الفيحاني، لاعب كرة قدم قطري , من مواليد 6 سبتمبر 1991.
لعب سابقاً مع نادي السيلية ونادي الشحانية.

## روابط خارجية
- عبد الله الفيحاني على موقع Soccerway.com (الإنجليزية)